# Heidi Krings
Heidi Krings, née le 30 mars 1983, est une snowboardeuse autrichienne, spécialiste du slalom parallèle.

## Palmarès
- Coupe du monde
  - 1 victoire en slalom parallèle GS sur des épreuves de la Coupe du monde. Trois fois deuxième.
  - 4e de la Coupe du monde de slalom parallèle en 2002-2003